# Listă de porecle ale politicienilor români
Aceasta este o listă de porecle ale politicienilor români:
- Nicolae Ceaușescu: Ceașcă [1]
- Elena Ceaușescu: Bufnița,[2] Codoi,
- Nicu Ceaușescu: Prințișorul

- Ion Iliescu: Bunicuța [3]

- Corneliu Vadim Tudor: Tribunul

- Traian Băsescu: Zeus, [4][5], Chioru’
- Emil Constantinescu: Țapul [6]
- Viorel Hrebenciuc: Guzganul rozaliu [6]
- Dan Voiculescu: Varanul [7]
- Ion I. Brătianu: Cartof. S-a întors în țară, după Revoluție, și și-a înființat un partid, promițînd alegătorilor că, odată ales, toți cartofii din România vor atinge proporții gigantice, de unde și porecla.[8][9][10]
- Adrian Năstase: Bombonel
- Crin Antonescu: Căcărău [11]
- Ludovic Orban: Sică Mandolină [12]
- Klaus Iohannis: Dulapul de la Cotroceni, Ficus, Mut / Președintele mut / Marele mut [13]
- Victor Ponta: Mickey Mouse, Pinocchio
- Vasile Blaga: Bulldogul

- Rareș Bogdan: Rolex, Batistuță, Ruj-roz

- Mircea Geoană: Prostănacul[14]

- Marcel Ciolacu: Covrigarul

- Călin Georgescu: Guru, Mesia